# Ваняшова, Маргарита Георгиевна
Маргарита Георгиевна Ваняшова (26 марта 1943, Иваново — 24 мая 2020, Ярославль) — российский театральный и литературный критик, литературовед, историк театра. Член Союза журналистов СССР (1965) и РФ, член Ассоциации театральных критиков России (АТК).

## Биография
Родилась 26 марта  1943 года в Иваново в семье журналиста.
Окончила филологический факультет Ярославского педагогического института (1965), аспирантуру Московского педагогического института (1971), докторантуру Московского университета (1991) — диссертация «Феномен трагедии в русской литературно-художественной критике первой трети XX века». Доктор филологических наук, профессор.
Преподавала в Ярославском педагогическом институте (1965—1980), в Ярославском государственном театральном институте (с 1980); 1980—1989 годах первый проректор по учебной и научной работе.
Была редактором приложения «Уединённый пошехонец» к газете «Золотое кольцо» (1993—2002). Сотрудничала с Российским академическим театром драмы имени Фёдора Волкова, вела авторский блог (Блог Маргариты Ваняшовой) на сайте театра.
Печаталась как театральный критик с 1961 года, как литературовед с 1966. Специализировалась на истории русского театра, истории и теории русской литературы, литературной и театральной критике, поэтике русской литературы. Автор более 400 публикаций.
Избиралась депутатом райсовета (1988—1990). Член Союза журналистов СССР (1965). В течение многих лет была председателем секции театральной критики, избиралась членом правления Ярославской организации Союза театральных деятелей РФ (член с 1972). Академик РАЕН.
Скончалась 24 мая 2020 года в Ярославле. Похоронена на Воинском мемориальном кладбище Ярославля.

## Награды
1. Заслуженный работник культуры РФ (1994).
2. Ярославская областная литературная премия им. И. З. Сурикова (1994, 2000)
3. Лауреат областной премии «За заслуги в области культуры и искусства». 2001.
4. Почётный знак губернатора Ярославской области «За заслуги в науке». 2003.
5. Лауреат областной премии имени Ф. Г. Волкова «За высокое служение театру и развитие традиций Фёдора Волкова». 2008,
6. Лауреат областной книжной выставки − 2008 (за книгу «Георгий Курочкин. Театрал из Норского посада»). 2008.
7. Лауреат областного театрального фестиваля в номинации «За личный вклад в развитие театрального искусства». 2010.
8. Юбилейный знак «За активное участие и личный вклад в деятельность по подготовке к празднованию 1000-летия основания города Ярославля» (пост. мэрии г. Ярославля от 3.09.2010. № 3630, юбилейный знак № 1335) 2010 г.
9. Почётная Грамота Министерства культуры РФ. 2010.
10. Лауреат областной премии имени Фёдора Волкова (2013), «За заслуги в области культуры и искусства». 2013.
11. Медаль «За мир и гуманизм на Кавказе» (к 200-летию со дня рождения М. Ю. Лермонтова). 2014.
12. Общественная медаль «За труды в просвещении, культуре, искусстве и литературе» АНО Инициации и поддержки Международных национальных проектов. Решение Комиссии по общественным медалям и памятным знакам от 26 мая 2015 г. № 112.
13. Благодарность Социальной Платформы ВВП «Единая Россия в ГД» «За вклад в развитие театрального искусства и сохранение культурного наследия России». 20.06.2015
14. Почётный Знак имени Алексея Мельгунова «За развитие экономических, социальных и культурных связей» (областная награда). Указ Губернатора Ярославской области. Август 2016 г.

Номинатор литературной премии Smirnoff-Букер.

## Работы
- Мастера Волковской сцены. Ярославль: Верх.-Волж. Кн. Изд-во, 1975. − 304 с.
- Проблемы нравственного воспитания в современной советской литературе. Ярославль, 1979.
- Нам остаётся только Имя… Поэт — трагический герой русского искусства XX века: Блок — Ахматова — Мандельштам — Цветаева [Учебно-методическое пособие]. Управление образования мэрии г. Ярославля, Центр пед. Исследований и внедрения, Яросл. обл. ин-т повышения квалификации работников образования и рук. кадров. Ярославль, 1993. — 143 с.
- Мельпомены ярославские сыны. Фёдор Волков. Иван Дмитревский. Герасим Лебедев. Ярославль: Александр Рутман, 2000. − 223 с. (Граждане Ярославля).
- Российский государственный академический театр драмы имени Фёдора Волкова: 250 лет творческого пути (1750—2000). Ярославль: Параллакс, 2000. — 32 с.
- Ярославская театральная школа: К 20-летию основания Ярославского театрального училища. Ярославль, 1983. − 38 с.
- Ярославский государственный театр юного зрителя: первое десятилетие. 1984—1994. Ярославль, 1994. — 32 с.
- Перевёрнутое Время. «Страх» и «ложь» в литературе советской эпохи 30-х годов // Время и творческая индивидуальность писателя. Межвузовский сборник научных трудов. Ярославль, 1990. — 1 п. л.
- Записки Ярославского Старожила и судьба Уединенного Пошехонца. Л. Н. Трефолев — поэт, учёный, историк, краевед. // Л. Н. Трефолев. Исторические произведения. — Ярославль, Верхняя Волга, 1991. — 2 п.л.
- Русская провинция как трагическое пространство культуры. Чехов — Сологуб — Блок — Платонов // Русская провинция и мировая культура. Материалы докладов научной межвузовской конференции // Ярославль, 1993. − 0,5 п.л.
- «Последний луч трагической зари…» Дискуссии о проблемах трагедийности искусства в 20-30-х гг. // Вопросы литературы, 1993. — Вып. IV. — 2 п.л.
- Анна Ахматова // Русская литература серебряного века. Учебное пособие для общеобразовательных школ, лицеев и гимназий. М.: Про-Пресс, 1997. — 1 п.л. (Переизд. М.: «АСТ», 2000, 2002)
- Осип Мандельштам // Русская литература XX века. 11 кл. Учебник для общеобразовательных учеб. заведений. 5-е изд. В 2-х ч., Ч. 2. М., Дрофа, 2000.
- Марина Цветаева // Русские писатели. XX век. Биографии. Большой учебный справочник. М.: Дрофа, 2000.
- Марина Цветаева. Библиотека русской классической литературы. Составление, предисловие, комментарии, приложение. Дрофа, 2003. 20 п.л.
- Ярославские тропы Фёдора Шаляпина. (Предисловие, составление). − 12 п.л. Ярославль, Ремдер. 2003.
- Курочкин Г. И. Театрал из Норского посада: воспоминания, страницы из дневника, письма к Г. И. Курочкину / [предисл., подгот. текстов, сост., коммент. М. Г. Ваняшовой]. — Ярославль: Рыбинский Дом печати, 2007. — 349, [2] с. ISBN 978-5-88697-150-7
- Фирс Шишигин. Люблю жить в актёре! — Ярославль: Рыбинский Дом печати, 2013.
- В пламени военных лет. Волковский театр в годы Великой Отечественной войны 1941—1945 гг. — Ярославль, 2015.